# Zebaztian Kadestam
Zebaztian Kadestam, född 27 september 1990, är en svensk MMA-utövare som tidigare varit welterviktsmästare i organisationen PXC, som sedan 28 april 2017 tävlar i organisationen ONE Championship där han mellan 17 november 2018 och 25 oktober 2019 var deras mellanviktsmästare.

## Bakgrund
Kadestam började träna judo vid 8 års ålder, men prövade som allmänt idrottsintresserad även andra sporter. Vid tidiga tonåren började han hamna snett och var på ungdomshem fram och tillbaka under hela sin tonårstid. Thaiboxning, som han börjat med i 12-årsåldern, fortsatte han dock träna så mycket som omständigheterna tillät. Det sista ungdomshemmet han var på hade ett träningsprogram som del av rehabiliteringen. De ungdomar som bodde på hemmet kunde välja mellan att bara "gymma" eller träna BJJ. För Kadestam var BJJ en helt ny kampsport och därför ett lätt val. Han insåg snart att det han lärt sig i thaiboxningen bara var stående, så nu fick han börja lära sig marken där han tidigare varit helt novis. Samtidigt exploderade UFC och Kadestam som bränt alla tidigare broar och chanser i sitt liv inser att han som redan tränar sex dagar i veckan, sitter inlåst och därför kan fokusera 100% på träning, har en möjlighet här. Han bestämmer sig där och då för att det är det här han ska syssla med för att ha en chans till framgång och ett meningsfullt liv.

## MMA
Så fort han skrevs ut från ungdomshemmet flyttade han till Stockholm istället för att flytta tillbaka till Uppsala där han växt upp. Väl i Stockholm började han träna på Pancrase Gym och skrev även in sig på Bosöns folkhögskola. Från Bosön blev han dock relegerad på grund av för hög frånvaro. Han fokuserade för mycket på träningen och för lite på skolan. Han hade redan tidigare tillbringat tre månader hos Ole Laursen på Legacy Gym i Thailand så när meddelandet om skulderna till CSN och upplupen hyra, totalt mellan 30 000 och 40 000 kronor, och meddelandet om relegeringen nådde honom så sålde han allt han ägde och köpte en enkel biljett till Thailand och den nya karriären. 
| ” | Resten är historia, men det slutade ju hyfsat. | „ |

### Tidig karriär
Kadestam debuterade 2011 på Pacific Rim Organized Fighting 5-galan i Taipei, Taiwan där han imponerade med en KO-vinst efter bara 14 sekunder mot koreanen Seok Mo Kim som vid tillfället hade ett 2-1 facit. Dryga 14 månader senare gick hans nästa match, den här gången under Dare Fight Sports baner i Bangkok, Thailand mot amerikanen Isamu Himura (3-7-1) där han ännu en gång gick till avslut. Nu via TKO i tredje ronden.

### PXC
Med ett facit om 2-0 skrev Kadestam kontrakt med PXC där han skulle vara perfekt hela kontraktstiden. 6-0 under PXC:s flagg. Han blev dessutom welterviktsmästare med ett titelförsvar under bältet. Han skulle även försvarat bältet en andra gång på PXC 54 mot utmanaren Frank Camacho (18-3), men Kadestam tvingades dra sig ur matchen på grund av skada.

### ONE
Debuten inom ONE gick mot MMA-veteranen Luis Santos som vid tillfället hade det smått osannolika MMA-facitet 63-9-1 (1). Kadestam vann övertygande via KO i tredje ronden. Nästa match var om welterviktstiteln och gick mot högt meriterade Ben Askren där Kadestam förlorade via TKO i tredje ronden. Kadestam repade sig i tredje matchen då han vann mot malaysiern Agilan Thani via TKO i tredje ronden.
Nästa match stod mot amerikanen Tyler McGuire och gällde mellanviktstiteln. Den här matchen vann Kadestam via KO sent i femte ronden. Fyra månader senare försvarade Kadestam titeln mot kazaken Georgy Kichigin och vann återigen övertygande då Kichigin valde att stanna på pallen efter en hård första rond.
På Dawn of Valor-galan 25 oktober skulle Kadestam försvara sin mellanviktstitel mot kirgizen Kiamrian Abbasov (21-4) i galans huvudmatch. Kirgizen med sin greko-romerska bakgrund kunde ta ner Kadestam och hålla honom nere hela ronder. Kadestam stod emot Abbasovs ground and pound tiden ut, men förlorade matchen och titeln via domslut.
I sin första match efter titelförlusten ställdes Kadestam mot den ONE-debuterande, obesegrade ryssen Gadzhimurad Abdulaev (5-0). Ryssen litade på sin grappling och tog ner Kadestam tidigt. Utan att riktigt kunna svara upp på marken tvingades Kadestam klappa ut till en face-krank och förlorade via submission i första ronden.

### Tävlingsfacit
| Resultat | Facit | Motståndare             | Metod                      | Evenemang                                                | Datum             | Rond | Tid  | Plats                     | Notering                     |
| -------- | ----- | ----------------------- | -------------------------- | -------------------------------------------------------- | ----------------- | ---- | ---- | ------------------------- | ---------------------------- |
| Vinst    | 1-0   | Seok Mo Kim             | KO (slag)                  | PRO 5 Still Standing                                     | 11 juli 2011      | 1    | 0:14 | Taipei, Taiwan            |                              |
| Vinst    | 2-0   | Isamu Himura            | TKO (slag)                 | DFS The Most Dangerous Gameshow                          | 29 september 2012 | 3    | 3:40 | Bangkok, Thailand         |                              |
| Vinst    | 3-0   | Patrick Manicad         | Submission (rear-naked)    | PXC 34                                                   | 17 november 2012  | 1    | 2:01 | Quezon City, Filippinerna |                              |
| Vinst    | 4-0   | Ronald Jhun             | TKO (bensparkar)           | PXC 35                                                   | 16 februari 2013  | 1    | n/a  | Pasig, Filippinerna       |                              |
| Förlust  | 4-1   | Silas Maynard           | Domslut (enhälligt)        | DBF 1                                                    | 19 juli 2013      | 3    | 5:00 | Hunan, Kina               |                              |
| Vinst    | 5-1   | Ross Ebanez             | TKO (huvudspark)           | PXC 39                                                   | 14 september 2013 | 1    | n/a  | Pasig, Filippinerna       |                              |
| Vinst    | 6-1   | Josh Calvo              | Domslut (enhälligt)        | PXC 44                                                   | 27 juli 2014      | 3    | 5:00 | Mangilao, Guam            |                              |
| Vinst    | 7-1   | Han Seul Kim            | TKO (slag)                 | PXC 47                                                   | 13 mars 2015      | 2    | 2:34 | Mangilao, Guam            | Vann welterviktstiteln       |
| Förlust  | 7-2   | Hakon Foss              | Domslut (delat)            | IRFA 9                                                   | 26 september 2015 | 3    | 5:00 | Solna, Sverige            |                              |
| Vinst    | 8-2   | Glenn Sparv             | KO (slag)                  | PXC 53                                                   | 8 april 2016      | 1    | 0:11 | Parañaque, Filippinerna   | Försvarade welterviktstiteln |
| Förlust  | 8-3   | Juho Valamaa            | Submission (rear-naked)    | Superior Challenge 15                                    | 1 april 2017      | 2    | n/a  | Solna, Sverige            | Catchvikt (176 lbs)          |
| Vinst    | 9-3   | Luis Santos             | KO (knän)                  | ONE Championship - Dynasty of Heroes                     | 26 maj 2017       | 3    | 2:18 | Kallang, Singapore        |                              |
| Förlust  | 9-4   | Ben Askren              | TKO (slag)                 | ONE Championship - Shanghai                              | 2 september 2017  | 2    | 4:09 | Shanghai, Kina            | För welterviktstiteln        |
| Vinst    | 10-4  | Agilan Thani            | TKO (armbågar och slag)    | ONE Championship - Pursuit of Power                      | 13 juli 2018      | 3    | 1:56 | Kuala Lumpur, Malaysia    | Debut i mellanvikt           |
| Vinst    | 11-4  | Tyler McGuire           | KO (slag)                  | ONE Championship - Warrior's Dream                       | 17 november 2018  | 5    | 4:32 | Jakarta, Indonesien       | Vann mellanviktstiteln       |
| Vinst    | 12-4  | Georgy Kichigin         | TKO (stannar i ringhörnan) | ONE Championship - Reign of Valor                        | 8 mars 2019       | 2    | 5:00 | Yangon, Myanmar           | Försvarade mellanviktstiteln |
| Förlust  | 12-5  | Kiamrian Abbasov        | Domslut (enhälligt)        | ONE Championship - Dawn of Valor                         | 25 oktober 2019   | 5    | 5:00 | Jakarta, Indonesien       | Förlorade mellanviktstiteln  |
| Förlust  | 12-6  | Gadzjimurad Abdulajev   | Submission (neck-crank)    | ONE Championship - Unbreakable                           | 22 januari 2021   | 1    | 2:08 | Kallang, Singapore        |                              |
| Förlust  | 12-7  | Murad Ramazanov         | Domslut (enhälligt)        | ONE Championship - Winter Warriors 2                     | 3 december 2021   | 3    | 5:00 | Kallang, Singapore        |                              |
| Vinst    | 13-7  | Valmir da Silva Barbosa | KO (slag)                  | ONE Championship - Full Circle                           | 25 februari 2022  | 1    | 1:26 | Kallang, Singapore        |                              |
| Vinst    | 14-7  | Iuri Lapicus            | KO (slag)                  | ONE Championship on Prime Video 1: Moraes vs. Johnson 2  | 26 augusti 2022   | 1    | 0:57 | Kallang, Singapore        | Catchvikt (189 lbs)          |
| Vinst    | 15-7  | Roberto Soldic          | TKO (slag)                 | ONE Championship on Prime Video 10: Moraes vs. Johnson 3 | 5 maj 2023        | 2    | 0:45 | Broomfield, USA           |                              |